# Empilement aléatoire compact
Un empilement aléatoire compact (rcp, pour l'anglais random close packing) est un empilement obtenu par compaction d'un ensemble d'objets (ou de figures géométriques) dont les positions initiales sont aléatoires. Sa compacité est inférieure à celle de l'empilement le plus compact possible des mêmes objets ou figures.
Contrairement à la compacité maximale (celle d'un empilement compact) qu'on peut déduire d'une démonstration mathématique, la compacité d'un empilement aléatoire compact est généralement obtenue par des expériences ou des simulations numériques. Elle dépend un peu des conditions initiales et du processus de compaction.

## Dans le plan
Le problème de l'empilement aléatoire compact de disques a été résolu analytiquement en 2021. La solution a été trouvée en limitant la probabilité de croissance des amas ordonnés à une valeur exponentiellement petite et en la reliant à la distribution des cellules (les plus petits vides entourés de disques connectés). La fraction volumique maximale obtenue est de 85,3542 % si seuls les  agrégats de disques en réseau hexagonal sont interdits, et de 85,2525 % si l'on interdit également les agrégats en réseau carré déformé (contre {\displaystyle \pi /2{\sqrt {3}}\simeq } 90,69 % pour l'empilement compact).

## Dans l'espace
La compacité de l'empilement aléatoire compact dépend de la forme des objets et de la répartition de leurs tailles :
- un empilement aléatoire compact de sphères identiques peut être obtenu expérimentalement en remplissant de billes un récipient de forme irrégulière puis en le tapotant. La compacité augmente au fur et à mesure des tapes, et plus encore quand on en diminue progressivement l'amplitude[3],[4]. La compacité maximale obtenue, dans les expériences comme dans les simulations numériques, est d'environ 64 % (contre {\displaystyle \pi /3{\sqrt {2}}\simeq } 74,048 % pour l'empilement compact d'un réseau hexagonal compact ou cubique à faces centrées) ;
- la compacité d'un empilement aléatoire d'ellipsoïdes identiques mais non sphériques est supérieure à celle des sphères. Pour les dragées de M&M's, par exemple, elle est d'environ 68 %[5] ;
- la compacité d'un empilement aléatoire d'objets de même forme mais de taille variée (« polydisperses ») est supérieure à celle d'objets de la même forme mais « monodisperses » (tous de la même taille). Elle dépend de la répartition des tailles et peut à la limite atteindre 100 % (les petits objets remplissant les cavités ménagées par l'empilement des gros).